# Karl Bollert
Carl Gustav Wilhelm Bollert (* 21. Juni 1881 in Rostock; † 1964) war ein deutscher Pädagoge und Physiker.

## Leben
Karl Bollert, Sohn des Gymnasiallehrers (Carl) Ernst Bollert (1847–1901) und dessen Frau Auguste Catharina Agathe, geb. Krohn, studierte in Rostock und machte 1904 sein Doktorat mit einer Arbeit über Geometrie, Über konzentrische Flächen zweiter Ordnung. 1907 wurde er Lehrer an der Höhere Mädchenschule in Berlin-Schöneberg. Er war Mitglied der Deutsche Physikalische Gesellschaft von 1923 bis 1933.
1921 bis 1923 schrieb er mehrere Arbeiten zur Relativitätstheorie, einschließlich der Beschreibung vom gleichförmig beschleunigten Bezugssystem (Rindler-Koordinaten), und entwarf eine philosophische Interpretation in Sinne des Neukantianismus in seinem Buch Einstein’s Relativitätstheorie und ihre Stellung im System der Gesamterfahrung (1921) und einem Artikel. In einer Besprechung dieses Buches, Hans Reichenbach (1922) bezeichnete die Beschreibung der Relativitätstheorie darin als „kurz und gut“ und das philosophische Konzept der Objektivationsstufen als „bemerkenswert“. Laut Ernst Cassirer (1929) zeigte Bollert wie die Relativitätstheorie zur Bestätigung kantianischer Sichtweisen dienen kann. Siehe Hentschel und Ryckman für eine Analyse seines philosophischen Standpunkts.

## Veröffentlichungen (Auswahl)
1. ↑  Karl Bollert: Das homogene Gravitationsfeld und die Lorentztransformationen. In: Zeitschrift für Physik. 10. Jahrgang, Nr. 1, 1922, S. 256–266, doi:10.1007/BF01332567, bibcode:1922ZPhy...10..256B.
2. ↑  Karl Bollert: Die Entstehung der Lorentzverkürzung und die strenge Behandlung des Uhrenparadoxons. In: Zeitschrift für Physik. 12. Jahrgang, Nr. 1, 1923, S. 189–206, doi:10.1007/BF01328090, bibcode:1923ZPhy...12..189B.
3. ↑  Karl Bollert: Einstein’s Relativitätstheorie und ihre Stellung im System der Gesamterfahrung. Steinkopff, April 1921 (wroc.pl).
4. ↑  Karl Bollert: Die Apriorität von Raum und Zeit in der Relativitätstheorie. In: Zeitschrift für Physik. 15. Jahrgang, 1923, S. 126–152, doi:10.1007/BF01330466.